# Andrianampoinimerina
Andrianampoinimerina (Turó reial d'Ambohimanga, 1745 - 1810) va ser l'últim rei d'Imerina abans de la unificació dels quatre regnes d'Imerina en un sol regne de Madagascar.
Andrianampoinimerina descendia de dos llinatges reials. Era el tercer fill d'Andriamiaramanjaka, rei d'Ikaloy i Anjafy a Imerina i a més príncep Zafimamy d'Alahamadintany, uns territoris independents política i culturalment del regne d'Imerina. La seva mare, la princesa Ranavalonandriambelomasina, era germana d'Andrianjafy (1770–1787), rei d'Avaradrano (en el nord de Imerina), qui va nomenar al seu nebot Andrianimpoinimerina príncep de Merina i el seu successor. Va ser rei fins a la seva mort, el 1810, del Regne d'IMerina, una petita àrea en l'altiplà central de l'illa, als voltants d'Antananarivo. Durant el seu regnat va ser d'ús comú el tràfic d'esclaus, va tenir vint-i-vuit mullers i va ser succeït pel seu fill Ilaidama com a rei Radama I.